# Prince royal
Pour les articles homonymes, voir Prince.
Prince royal et princesse royale est un titre porté dans quelques pays par certaines personnes de la famille du roi.

## Prince royal
- en Autriche (dont l'empereur était roi de Hongrie et roi de Bohême), le titre de prince royal[1] (königlicher Prinz) de Hongrie et de Bohême était porté jusqu'en 1918 par tous les princes dynastes de la maison de Habsbourg-Lorraine, y compris ceux des branches anciennement régnantes des anciens grand-duché de Toscane et duché de Modène ;
- en Bavière, le titre de prince royal[2] (königlicher Prinz) de Bavière était porté jusqu'en 1918 par tous les princes dynastes de ce royaume, à l'exception de ceux de la branche ducale, qui portaient le titre de duc en Bavière ;
- en Belgique, le titre de prince royal a été uniquement porté par Baudouin de Belgique de 1950 à 1951 ;
- aux Deux-Siciles, le titre de prince royal[3] (principe reale) des Deux-Siciles était porté depuis 1821[4] jusqu'en 1861, par les fils du roi et par ceux de son fils aîné, le duc de Calabre — les autres princes dynastes de ce royaume ne portant comme auparavant que le titre de prince des Deux-Siciles ;
- à Haïti, le titre de prince royal a été uniquement porté par le fils du roi Henri Ier, Jacques-Victor Henri, de 1811 à 1820 ;
- en France, le titre de prince royal a été utilisé sous la monarchie constitutionnelle (1791-1792) et sous la monarchie de Juillet (1830-1848) ;
- au Portugal, le titre de prince royal (príncipe real) a été utilisé de 1815 à 1910 sous la monarchie ;
- au Wurtemberg, les titres de prince royal[5] (königlicher Prinz) de Wurtemberg, duc de Souabe et de Teck, étaient portés jusqu'en 1918 par les fils puînés du roi.

## Princesse royale
Princesse royale est un titre porté dans quelques pays par certaines princesses de la famille du roi :
- en Autriche (dont l'empereur était roi de Hongrie et roi de Bohême), le titre de princesse royale[1] (königliche Prinzessin) de Hongrie et de Bohême était porté jusqu'en 1918 par toutes les princesses dynastes de la maison de Habsbourg-Lorraine (y compris celles des branches anciennement régnantes des anciens grand-duché de Toscane et duché de Modène) ;
- en Bavière, le titre de princesse royale[2] (königliche Prinzessin) de Bavière était porté jusqu'en 1918 par toutes les princesses dynastes de ce royaume, à l'exception de celles de la branche ducale, qui portaient le titre de duchesse en Bavière ;
- aux Deux-Siciles, le titre de princesse royale[3] (principessa reale) des Deux-Siciles était porté depuis 1821[4] jusqu'en 1861, par les filles du roi et par celles de son fils aîné, le duc de Calabre — les autres princesses dynastes de ce royaume ne portant comme auparavant que le titre de princesse des Deux-Siciles ;
- au Royaume-Uni, le titre de princesse royale (Princess Royal) est parfois accordé à la fille aînée du souverain.